# Циси
Циси (кин: 慈禧太后;енгл. Empress Dowager Cixi , 29. новембар 1835 — Пекинг, 15. новембар 1908) је била кинеска царица чију је владавину обележило пропадање Кине као царевине, због чега се сматра де факто последњим кинеским монархом.
О њеном пореклу постоје различите теорије, али је године 1851. као дете манџуријског службеника Хуејџенга дошла у Забрањени град и постала једна од службених љубавница цара Сјанфенга. Године 1861. извршила је дворски пуч након кога је постала де факто владарка Кине. За време њене владавине Кина поражена је у рату с Јапаном 1894—95. године, изгубила номинални суверенитет над Корејом и била је присиљена на низ понижавајућих уговора који су изазвали краткотрајни Боксерски устанак. Циси је била конзервативна и до последњег тренутка се опирала реформаторима који су хтели да осавремене Кину и учине је способном да се одупре западном притиску. Три године након њене смрти, Кина је постала република.
Историчари у Кини и иностранству расправљали су о њеном легату. Конвенционално осуђивана као немилосрдни деспот чија је реакционарна политика - иако успешно самослужећа у продужавању ослабљене династије Ћинг - довела до њеног понижења и потпуног пада у Вучаншком устанку. Ревизионисти су сугерисали да су је националистички и комунистички револуционари окривљивали за дубоко укорењене проблеме који нису били исправљиви. Они су похваљивали њено одржавање политичког поретка, као и бројне ефикасне, иако закаснеле реформе - укључујући укидање ропства, древне казне мучењем и древни систем испитивања у њеним позним годинама, при чему је потоње замењено институцијама попут новог Пекиншког универзитета.

## Живот

### Рођење
Будућа царица удовица Довагер Циси рођена је десетог дана десетог лунарног месеца у 15. години владавине цара Даогуанга (29. новембра 1835). Њен отац је био Хуејџенг (惠征), члан Опшивеног плавог барјака који је носио титулу војводе треће класе (三等公). Архива палате показује да је Хуејџенг радио у Пекингу током године рођења даме Јехе Нара, што указује на то да је рођена у Пекингу. Документ бележи локацију њеног дома из детињства: Пичај Хутонг, Сисипајлоу, Пекинг (西四牌樓劈柴胡同). Она је имала сестру по имену Ванџен и брата по имену Гуејсјанг.

### Сјенфенгова ера
Године 1851, Циси је учествовала у избору жена за цара Сјенфенга заједно са 60 других кандидата. Циси је била један од ретких кандидата који су изабрани да остану. Међу осталим изабраним кандидатима биле су племенита дама Ли из Татарског клана (касније супруга Ли) и конкубина Џен из клана Ниохужу (касније царица супруга цара Сјенфенг). Дана 26. јуна 1852, ушла је у Забрањени град и стављена је у шести ранг супруга монарха, под називом „племенита дама Лан”.
Дана 28. фебруара 1854, Циси је уздигнута у пети ранг супружница и добила је титулу „конкубина Ји”. Године 1855. Циси је затруднела, а 27. априла 1856. родила је Цајчуна, првог и јединог преживелог сина цара Сјенфенга. Истог дана, уздигнута је до четвртог ранга супружница као „консорт Ји”. Године 1857, када је њен син напунио прву годину, Циси је уздигнута у трећи ранг брачних другова као „племенит консорт Ји”. Овај ранг ставио ју је на друго место након царице Ниохужу међу женама у харему цара Сјенфенга.
За разлику од многих других Манчуских жена у царском домаћинству, Циси је била позната по својој способности читања и писања кинеског. Ова вештина пружила јој је бројне могућности да свакодневно помаже болесном цару у управљању кинеском државом. У разним приликама, цар Сјенфенг је давао да Циси прочита летописе за њега и да остави упутства у документима у складу са његовом вољом. Као резултат тога, Циси је постала добро информисана о државним пословима и уметности управљања, док је помагала болесном цару.

### Тунгџиска ера
У септембру 1860, током завршне фазе Другог опијумског рата, британски дипломатски изасланик Хари Паркс ухапшен је заједно са другим таоцима, који су мучени и погубљени. У знак одмазде, британске и француске трупе под командом лорда Елџина напале су Пекинг, а до следећег месеца спале су до темеља Стару летњу палату. Цар Сјенфенг и његова пратња, укључујући Циси, побегли су из Пекинга у провинцију Жехе (око данашњег Ченгдеа, Хебеј). Чувши вест о уништењу Старе летње палате, цар Сјенфенг, који је већ показивао знаке деменције, пао је у депресију. Јако се окренуо алкохолу и дрогама и тешко се разболео. Позвао је осам својих најпрестижнијих министара, на челу са Сушуеном, Цајуеном и Дуанхуом, и именовао их је „Осам регантских министара“ који ће усмеравати и подржати будућег цара. Цар Сјенфенг умро је 22. августа 1861. године у планинском одмаралишту Ченгде у провинцији Жехе.
Наследник цара Сјенфенга, син племените супруге Ји (царице удовице Циси), имао је само пет година. Уобичајено се претпоставља да је на смртној постељи цар Сјенфенг позвао своју царицу и племениту супругу Ји и свакој од њих дао печат. Надао се да ће, када његов син ступи на престо, царица и племенита супруга Ји сарађивати у хармонији и помоћи младом цару да одрасте и сазри. Ово је можда учињено и као провера моћи осам регента. Међутим, нема доказа за овај инцидент и мало је вероватно да је цар икада намеравао да племенита супруга Ји да има политичку моћ. Могуће је да је печат, који је наводно дат као симбол за дете, заиста био само поклон за племениту супругу Ји. Неформални печати броје се у хиљадама и не сматрају се политичким средством, већ уметничким предметима које су цареви наручили ради задовољства да утисну предмете попут слика или су их поклањали конкубинама. Након смрти цара Сјенфенга, његова царица је уздигнута у статус царице удовице. Иако је њена званична титула била „царица удовица Циан“, у народу је била позната као „Источна царица удовица“, јер је живела у источној палати Џунгцуеј. Племенита супруга Ји такође је уздигнута у "царицу удовицу Циси". Она је била популарно позната као „западна царица удовица” (西太后), јер је живела у западној палати Чусју.

#### Синјуски државни удар: Свргавање Сушуена
До смрти цара Сјенфенга, царица удовица Циси постала је оштроумни политички стратег. У провинцији Жехе, док се чекао астролошки повољан тренутак за транспорт царевог ковчега назад у Пекинг, Циси се уротила са дворским званичницима и царским рођацима како би преузела власт. Цисијина позиција ниже рангиране царице није имала никакву суштинску политичку моћ. Осим тога, њен син, млади цар, и сам није био политичка снага. Као резултат тога, постало је неопходно да се удружи са другим моћним личностима, укључујући и главну жену покојног цара, царицу удовицу Циан. Циси је предложила да постану ковладајуће царице удовице, са овлашћењима већим од осам регента; њих две су дуго биле блиски пријатељи откад је Циси први пут дошла у царско домаћинство.